# سیارک ۲۵۰۳۸
سیارک ۲۵۰۳۸ (به انگلیسی: 25038 Matebezdek، نامگذاری:1998QK37) بیست و پنج هزار و سی و هشتمین سیارک کشف شده‌است که در ۱۷ اوت ۱۹۹۸ کشف شد.
قدر مطلق سیارک برابر ۹.۸ است.